# Finowsee
Der Finowsee ist ein See im Ortsteil Ahrensberg in der Gemeinde Wesenberg im Landkreis Mecklenburgische Seenplatte. Der See hat einen Umfang von fast zwei Kilometern bei einer Länge von etwa 700 Metern und einer Breite von über 150 Metern. Das halbmondförmige Gewässer bildet eine etwas verbreiterte Kurve der Havel und ist größtenteils von Laubwald umgeben.
Im Nordteil des Gewässers befindet sich der Übergang zum Drewensee, der durch eine überdachte Holzbrücke aus dem Jahr 1929 überspannt wird.
Am Nordufer des Sees liegt die kleine Ansiedlung Wildhof.

## Nachweise
1. 1 2 3  www.gaia-mv.de (Seite nicht mehr abrufbar, festgestellt im Dezember 2023. Suche in Webarchiven)  Info: Der Link wurde automatisch als defekt markiert. Bitte prüfe den Link gemäß Anleitung und entferne dann diesen Hinweis.